# Волков Олександр Матвійович
Олекса́ндр Матві́йович Во́лков (30 серпня (12 вересня) 1903 , Самарканд, Самаркандська область, Туркестанське генерал-губернаторство, Російська імперія  — 21 лютого 1975 , Москва ) — радянський військовий та державний діяч. Депутат Верховної Ради УРСР першого скликання (1938–1947). Член ЦК КП(б)У (1938–1940). Полковник (1940).

## Біографія
Народився 30 серпня (12 вересня) 1903 року в родині залізничника в місті Самарканд, тепер Самаркандська область, Узбекистан. Закінчив п'ять класів гімназії та залізничне училище. З 1918 року працював ремонтним робітником на залізниці в Самарканді. У 1918 році служив у червоногвардійському батальйоні залізничників.
1919 року вступив до комсомолу, до 1921 року був секретарем Самаркандського повітового комітету, завідувачем відділу політпросвіти Туркестанського комітету комсомолу в Ташкенті.
Член РКП(б) з 1920 року
У листопаді 1921 року був направлений на роботу в органи ВЧК, до 1925 року працював у транспортному відділі ВЧК-ОДПУ Середньоазійської залізниці в містах Самарканд, Бухара, Ашгабат, Андижан, Коканд.
1925 року був призваний на військову службу та направлений на охорону кордону СРСР з Афганістаном в Середній Азії, де служив до 1937 року помічником коменданта, комендантом, командиром прикордонного загону. У 1927–1929 роках навчався у Вищій прикордонній школі у Москві. У 1934–1937 роках навчався у Військовій академії Червоної армії імені М. В. Фрунзе у Москві.
У 1937–1939 роках — начальник 23-го Червонопрапорного Кам'янець-Подільського прикордонного загону.
26 червня 1938 року був обраний депутатом Верховної Ради УРСР першого скликання по Чемеровецькій виборчій окрузі № 5 Кам'янець-Подільської області. Член ЦК КП(б)У (1938–1940), член бюро Кам'янець-Подільської обкому КП(б)У (1938–1939).
У серпні 1939 — травні 1944 року — начальник Управління Усольлага НКВС СРСР на Уралі. У травні — грудні 1944 року — начальник 18-го Червонопрапорного прикордонного загону 1-го Білоруського фронту. З грудня 1944 року — начальник штабу військ НКВС з охорони тилу 1-го Білоруського фронту.
Помер 21 лютого 1975 року в Москві.

## Військові звання
- капітан (29.08.1936)
- майор
- полковник (31.08.1940)

## Нагороди
- орден Червоного Прапора (06.04.1945).
- орден Суворова 2-го ступеня (16.09.1945).
- орден Вітчизняної війни 1-го ступеня.
- орден Червоної Зірки.
- знак «Почесний робітник ВЧК-ДПУ (XV)» (29.08.1936).
- медалі.